# Hrabstwo Costilla
Hrabstwo Costilla (ang. Costilla County) to hrabstwo w południowej części stanu Kolorado w Stanach Zjednoczonych. Siedzibą administracyjną hrabstwa jest San Luis.

## Demografia
Według spisu w 2020 roku hrabstwo liczy 3,5 tys. mieszkańców, w tym 61,2% było Latynosami, a 5,3% rdzenną ludnością Ameryki.
Hrabstwo posiada najwyższy odsetek katolików (92,5%) w stanie Kolorado, oraz drugi najwyższy (po hrabstwie Rolette) w Stanach Zjednoczonych.

## Miasta
- Blanca
- San Luis

## CDP
- San Acacio
- Fort Garland